# Мария де Лонгвиль (герцогиня Немура и княгиня Невшателя)
Мария Лонгвиль-Орлеанская (фр. Marie d’Orléans-Longueville; 5 марта 1625, Париж — 16 июня 1707, Париж) — последняя представительница рода Лонгвилей (побочная ветвь династии Валуа), герцогиня Немурская и владетельная княгиня Невшательская. Она считалась самой состоятельной женщиной Франции времён Людовика XIV после Великой мадемуазель. Её мемуары о событиях Фронды, увидевшие свет в 1709 году, проникнуты ненавистью ко всем Конде.

## Биография
Единственная дочь герцога Анри де Лонгвиля и Луизы, дочери графа Суассонского. После смерти Луизы герцог повторно женился на Анне-Женевьеве из рода принцев Конде. Весь клан Лонгвилей-Конде принимал деятельное участие во Фронде. В 1648 г. мадемуазель де Лонгвиль сопровождала отца в Оснабрюк на мирные переговоры с императором. После возобновления гражданской войны бежала сначала в Дьеп, а оттуда во Фландрию.
Мария считалась едва ли не самой завидной невестой Франции. Её прочили в супруги герцогу Йоркскому, и к ней сватался его брат Карл II Стюарт. Женщина строгих принципов, Мария отвергала все предложения и только когда ей было уже за 30, взбудоражила французский двор браком с кузеном — Генрихом Савойским (1625—1659), герцогом Немурским, графом Женевским, бывшим архиепископом Реймсским. Через два года он умер. Детей у них не было.
Все последующие годы Мария была занята соперничеством с мачехой, которая была лишь немногим её старше. Она отстаивала свои права на невшательское наследство предков от попыток Анны-Женевьевы передать его в дом Конде, а именно — принцу Конти. О перипетиях борьбы за Невшатель сообщает в своих записках герцог Сен-Симон.
Поскольку Анри де Лонгвиль в случае смерти сыновей отказал Невшатель принцу Конти, в центре судебных баталий оказался вопрос об опекунстве над слабоумным братом Марии — сыном Анны-Женевьевы и последним герцогом Лонгвилем. После его смерти в 1694 г. Парижский парламент постановил передать альпийские владения Лонгвилей принцу Конти. Мария энергично воспротивилась этому и с триумфом въехала в Невшатель, тогда как принца в пределы княжества жители не пустили. (Ранее подобный политический кризис имел место в 1672 году).
Прозвучавшее на всю Европу унижение принца крови расстроило политические планы «короля-солнца». Мария, объявленная виновницей дипломатического фиаско, уже не смогла вернуться к версальскому двору и подверглась опале. В центре Парижа она делила с принцессой Кариньянской выстроенный Екатериной Медичи роскошный Суассонский дворец.
Наследником Невшателя, к изумлению и возмущению придворных, Мария объявила своего двоюродного брата по матери Луи-Анри де Бурбон-Суассона, никому не известного бастарда графа Суассонского. Бюргеры Невшателя отказались подчиниться этому решению и признали своим государем короля Пруссии.